# Lagrangien (théorie des champs)
Pour les articles homonymes, voir Lagrangien (homonymie).
La théorie lagrangienne des champs est un formalisme de la théorie classique des champs.
C'est l'analogue de la théorie des champs de la mécanique lagrangienne. La mécanique lagrangienne est utilisée pour analyser le mouvement d'un système de particules discrètes chacune ayant un nombre fini de degrés de liberté. La théorie lagrangienne des champs s'applique aux continus et aux champs, qui ont un nombre infini de degrés de liberté.
L'une des motivations du développement du formalisme lagrangien sur les champs, et plus généralement de la théorie classique des champs, est de fournir une base mathématique propre pour la théorie quantique des champs, qui est notoirement en proie à des difficultés formelles qui la rendent inacceptable en tant que théorie mathématique. Les lagrangiens présentés ici sont identiques à leurs équivalents quantiques, mais, en traitant les champs comme des champs classiques, et non comme des champs quantiques, on peut fournir des définitions et obtenir des solutions aux propriétés compatibles avec l'approche formelle classique des mathématiques des équations aux dérivées partielles. Cela permet de formuler des solutions sur des espaces aux propriétés bien caractérisées, comme les espaces de Sobolev. Elle permet de fournir différents théorèmes, allant des preuves d'existence à la convergence uniforme de séries formelles, jusqu'aux cadres généraux de la théorie du potentiel. De plus, l'intuition et la clarté sont obtenues par des généralisations aux variétés riemanniennes et aux faisceaux de fibres, permettant à la structure géométrique d'être clairement discernée et démêlée des équations de mouvement correspondantes. Une vision plus claire de la structure géométrique a, à son tour, permis d'utiliser des théorèmes très abstraits de la géométrie pour mieux comprendre, allant du théorème de Chern-Gauss-Bonnet et du théorème de Riemann-Roch au théorème de l'indice d'Atiyah-Singer et à la théorie de Chern-Simons.

## Aperçu
En théorie des champs, la variable indépendante est remplacée par un événement dans l'espace-temps (x, y, z, t), ou plus généralement par un point s sur une variété riemannienne. Les variables dépendantes sont remplacées par la valeur d'un champ à ce point de l'espace-temps {\displaystyle \varphi (x,y,z,t)} de sorte que les équations du mouvement sont obtenues au moyen d'un principe d'action, écrit comme :
{\displaystyle {\frac {\delta {\mathcal {S}}}{\delta \varphi _{i}}}=0}
où l'action, {\displaystyle {\mathcal {S}}}, est une fonctionnelle des variables dépendantes {\displaystyle \varphi _{i}(s)}, leurs dérivés et s lui-même
{\displaystyle {\mathcal {S}}\left[\varphi _{i}\right]=\int {{\mathcal {L}}\left(\varphi _{i}(s),\left\{{\frac {\partial \varphi _{i}(s)}{\partial s^{\alpha }}}\right\},\{s^{\alpha }\}\right)\,\mathrm {d} ^{n}s}}
où les parenthèses indiquent {\displaystyle \{\cdot ~\forall \alpha \}} ; et s = { s α } désigne l'ensemble des n variables indépendantes du système, y compris la variable de temps, et est indexé par α = 1, 2, 3…, n. La typographie calligraphique, {\displaystyle {\mathcal {L}}}, est utilisé pour désigner la densité, et {\displaystyle \mathrm {d} ^{n}s} est la forme volume de la fonction de champ, c'est-à-dire la mesure du domaine de la fonction de champ.
Dans les formulations mathématiques, il est courant d'exprimer le lagrangien en tant que fonction sur un fibré, dans lequel les équations d'Euler–Lagrange peuvent être interprétées comme spécifiant les géodésiques sur le fibré. Le manuel d'Abraham et Marsden a fourni la première description complète de la mécanique classique en termes d'idées géométriques modernes, c'est-à-dire en termes de variétés tangentes, de variétés symplectiques et de géométrie de contact. Le manuel de Bleecker a fourni une présentation complète des théories des champs en physique en termes de fibrés invariants de jauge. De telles formulations étaient connues ou suspectées depuis longtemps. Jost continue avec une présentation géométrique, clarifiant la relation entre les formes hamiltoniennes et lagrangiennes, décrivant les structures spinorielles à partir des premiers principes, etc. Les recherches actuelles portent sur les structures affines non rigides, (parfois appelées « structures quantiques ») dans lesquelles on remplace les occurrences d'espaces vectoriels par des algèbres tensorielles. Cette recherche est motivée par la compréhension révolutionnaire des groupes quantiques en tant qu'algèbres affines de Lie (en) (Les groupes de Lie sont, en un sens, « rigides », car ils sont déterminés par leur algèbre de Lie. Lorsqu'ils sont reformulés sur une algèbre tensorielle, ils deviennent « souples », ayant des degrés de liberté infinis ; voir par exemple l'Algèbre de Virasoro.).

## Définitions
En théorie lagrangienne des champs, le lagrangien en tant que fonction des coordonnées généralisées est remplacé par une densité lagrangienne, fonction des champs du système et de leurs dérivées, et éventuellement des coordonnées spatiales et temporelles elles-mêmes. En théorie des champs, la variable indépendante t est remplacée par un événement dans l'espace-temps ( x, y, z, t ) ou encore plus généralement par un point s sur une variété.
Souvent, la « densité lagrangienne » est simplement appelée « lagrangienne ».

### Champs scalaires
Pour un unique champ scalaire {\displaystyle \varphi }, la densité lagrangienne prendra la forme, :
{\displaystyle {\mathcal {L}}(\varphi ,{\boldsymbol {\nabla }}\varphi ,\partial \varphi /\partial t,\mathbf {x} ,t)}
et pour plusieurs champs scalaires :
{\displaystyle {\mathcal {L}}(\varphi _{1},{\boldsymbol {\nabla }}\varphi _{1},\partial \varphi _{1}/\partial t,\ldots ,\varphi _{n},{\boldsymbol {\nabla }}\varphi _{n},\partial \varphi _{n}/\partial t,\ldots ,\mathbf {x} ,t)}
En mathématiques, les champs scalaires s'entendent comme des coordonnées sur un faisceau de fibres, et les dérivées du champ s'entendent comme des sections du faisceau de jet (en).

### Champs vectoriels, champs tensoriels, champs spinneurs
Ce qui précède peut être généralisé pour les champs de vecteurs, les champs de tenseurs et les champs de spineurs. En physique, les fermions sont décrits par des champs de spineurs. Les bosons sont décrits par des champs tensoriels, qui incluent des champs scalaires et vectoriels comme cas particuliers.
Par exemple, s'il y a {\displaystyle m} champs scalaires à valeurs réelles, {\displaystyle \varphi _{1},\dots ,\varphi _{m}}, alors la variété de champ est {\displaystyle \mathbb {R} ^{m}} . Si le champ est un champ vectoriel réel, alors la variété de champ est isomorphe à {\displaystyle \mathbb {R} ^{n}} .

### Action
L'intégrale temporelle du Lagrangien est appelée l'action et est notée S . En théorie des champs, une distinction est parfois faite entre le lagrangien L, dont l'intégrale de temps est l'action
{\displaystyle {\mathcal {S}}=\int L\,\mathrm {d} t\,,}
et la densité lagrangienne {\displaystyle {\mathcal {L}}}, que l'on intègre sur tout l'espace-temps pour obtenir l'action :
{\displaystyle {\mathcal {S}}[\varphi ]=\int {\mathcal {L}}(\varphi ,{\boldsymbol {\nabla }}\varphi ,\partial \varphi /\partial t,\mathbf {x} ,t)\,\mathrm {d} ^{3}\mathbf {x} \,\mathrm {d} t.}
L'intégrale de volume spatial de la densité lagrangienne est le lagrangien ; en 3D,
{\displaystyle L=\int {\mathcal {L}}\,\mathrm {d} ^{3}\mathbf {x} \,.}
L'action est souvent appelée fonctionnelle d'action, en ce sens qu'elle est fonction des champs (et de leurs dérivées).

### Forme volumique
En présence de gravité, ou lors de l'utilisation de coordonnées curvilignes générales, la densité lagrangienne {\displaystyle {\mathcal {L}}} comprendra un facteur de {\displaystyle {\sqrt {g}}} . Cela garantit que l'action est invariante sous les transformations de coordonnées générales. Dans la littérature mathématique, l'espace-temps est considéré comme une variété riemannienne {\displaystyle M} et l'intégrale devient alors la forme volume
{\displaystyle {\mathcal {S}}=\int _{M}{\sqrt {|g|}}dx^{1}\wedge \cdots \wedge dx^{m}{\mathcal {L}}}
Ici le {\displaystyle \wedge } est le produit en coin et {\displaystyle {\sqrt {|g|}}} est la racine carrée du déterminant {\displaystyle |g|} du tenseur métrique {\displaystyle g} sur {\displaystyle M} . Pour un espace-temps plat ( par exemple espace-temps de Minkowski ), l'unité de volume est un, c'est-à-dire {\displaystyle {\sqrt {|g|}}=1} et donc il est généralement omis lorsque l'on parle d'un espace temps plat. De même, l'utilisation des symboles de produits en coin n'offre aucun aperçu supplémentaire sur le concept ordinaire de volume dans le calcul multivarié, et ceux-ci sont donc également abandonnés. Certains manuels plus anciens, par exemple Landau et Lifschitz écrivent {\displaystyle {\sqrt {-g}}} pour la forme volumique, puisque le signe moins convient aux tenseurs métriques de signature (+ − − − ) ou ( − +++) (puisque le déterminant est négatif, dans les deux cas). Lorsque l'on parle de la théorie des champs sur les variétés riemanniennes générales, la forme de volume est généralement écrite dans la notation abrégée {\displaystyle *(1)} où {\displaystyle *} est l'étoile Hodge. C'est-à-dire,
{\displaystyle *(1)={\sqrt {|g|}}dx^{1}\wedge \cdots \wedge dx^{m}}
et donc
{\displaystyle {\mathcal {S}}=\int _{M}*(1){\mathcal {L}}}
Il n'est pas rare que la notation ci-dessus soit considérée comme superflue, et l'on retrouve donc fréquemment la forme :
{\displaystyle {\mathcal {S}}=\int _{M}{\mathcal {L}}}
Cependant, même si elle n'est pas explicitement écrite, la forme volume est implicitement présente dans cette intégrale.

### Équations d'Euler – Lagrange
Les équations d'Euler-Lagrange décrivent le flux géodésique du champ {\displaystyle \varphi } en fonction du temps. En prenant la variation par rapport à {\displaystyle \varphi }, on obtient
{\displaystyle 0={\frac {\delta {\mathcal {S}}}{\delta \varphi }}=\int _{M}*(1)\left(-\partial _{\mu }\left({\frac {\partial {\mathcal {L}}}{\partial (\partial _{\mu }\varphi )}}\right)+{\frac {\partial {\mathcal {L}}}{\partial \varphi }}\right).}
En résolvant, avec respect des conditions aux limites, on obtient les équations d'Euler–Lagrange :
{\displaystyle {\frac {\partial {\mathcal {L}}}{\partial \varphi }}=\partial _{\mu }\left({\frac {\partial {\mathcal {L}}}{\partial (\partial _{\mu }\varphi )}}\right).}

## Exemples
Un grand nombre de systèmes physiques ont été formulés en termes de Lagrangiens sur les champs. Ci-dessous nous retrouverons des exemples communs tirés de manuels traitant de la théorie des champs.

### Gravité newtonienne
La densité lagrangienne pour la gravité newtonienne est :
{\displaystyle {\mathcal {L}}(\mathbf {x} ,t)=-{1 \over 8\pi G}(\nabla \Phi (\mathbf {x} ,t))^{2}-\rho (\mathbf {x} ,t)\Phi (\mathbf {x} ,t)}
avec Φ le potentiel gravitationnel, ρ la masse volumique et G en m 3 ·kg −1 ·s −2 la constante gravitationnelle. La densité {\displaystyle {\mathcal {L}}} a des unités de joules par mètre cube (J.m-3). Ici, le terme d'interaction fait intervenir une masse volumique continue ρ en kg·m −3 . Ceci est nécessaire car l'utilisation d'une source ponctuelle pour un champ entraînerait des problèmes mathématiques dans le calcul.
Ce lagrangien peut s'écrire sous la forme {\displaystyle {\mathcal {L}}=T-V}, avec le {\displaystyle T=-(\nabla \Phi )^{2}/8\pi G} fournissant un terme cinétique, et l'interaction {\displaystyle V=\rho \Phi } le terme potentiel. Voir aussi la théorie de la gravitation de Nordström pour savoir comment cela pourrait être modifié pour faire face aux changements au fil du temps. Cette forme est reprise dans l'exemple suivant d'une théorie de champ scalaire.
La variation de l'intégrale par rapport à Φ est :
{\displaystyle \delta {\mathcal {L}}(\mathbf {x} ,t)=-\rho (\mathbf {x} ,t)\delta \Phi (\mathbf {x} ,t)-{2 \over 8\pi G}(\nabla \Phi (\mathbf {x} ,t))\cdot (\nabla \delta \Phi (\mathbf {x} ,t)).}
Par intégration par parties, rejet de l'intégrale totale et division par δΦ, la formule devient :
{\displaystyle 0=-\rho (\mathbf {x} ,t)+{1 \over 4\pi G}\nabla \cdot \nabla \Phi (\mathbf {x} ,t)}
ce qui équivaut à :
{\displaystyle 4\pi G\rho (\mathbf {x} ,t)=\nabla ^{2}\Phi (\mathbf {x} ,t)}
ce qui donne le théorème de Gauss pour la gravité.

### Théorie des champs scalaires
Le lagrangien pour un champ scalaire se déplaçant dans un potentiel {\displaystyle V(\phi )} peut être écrit comme
{\displaystyle {\mathcal {L}}={\frac {1}{2}}\partial ^{\mu }\phi \partial _{\mu }\phi -V(\phi )={\frac {1}{2}}\partial ^{\mu }\phi \partial _{\mu }\phi -{\frac {1}{2}}m^{2}\phi ^{2}-\sum _{n=3}^{\infty }{\frac {1}{n!}}g_{n}\phi ^{n}}
Ce n'est pas un hasard si la théorie scalaire ressemble au lagrangien du manuel de premier cycle  {\displaystyle L=T-V} pour le terme cinétique d'une particule de point libre écrit comme {\displaystyle T=mv^{2}/2} . La théorie scalaire est la généralisation de la théorie des champs d'une particule se déplaçant dans un potentiel. Quand le {\displaystyle V(\phi )} est le potentiel du chapeau mexicain, les champs résultants sont appelés les champs de Higgs.